# 十六甲
十六甲，是臺灣臺南市下營區的一個傳統地域名稱，位於該區中部偏東北，且其東側一小部分向北延伸至邊界。相較於今日行政區，其範圍大致包括紅甲里不含西北部、新興里不含西南部及東南端及東北端、後街里南部中央地帶並向東延伸至邊界。
本地區境內主要聚落為十六甲、中庄仔、紅毛厝、港墘藔，並設有下營國中、甲中國小、東興國小。

## 歷史
台灣日治初期，十六甲地區為一街庄，稱為「十六甲庄」（舊制街庄），隸屬於茅港尾西堡。該庄昔日西邊及北邊西大段隔急水溪與大墩藔庄為界，北邊東側一小段隔急水溪與鐵線橋庄為界，東邊為蔴荳藔庄，南邊為茅港尾庄，西南邊為下營庄。
1901年（日治明治三十四年）11月11日，全台廢縣廳改設二十廳，該庄隸屬於鹽水港廳。1904年（明治三十七年）4月1日，該庄編入「茅港尾西區」，隸屬於鹽水港廳。1906年（明治三十九年）4月1日，鹽水港廳內管轄區域調整，該庄改隸屬於「茅港尾區」。1909年（明治四十二年）10月25日，全台合併二十廳為十二廳，茅港尾區改隸屬於臺南廳。1920年（大正九年）10月1日，全台地方制度大改正，廢十二廳改設五州二廳，該庄改制為「十六甲」大字，隸屬於臺南州曾文郡下營庄（新制街庄）。
戰後下營庄改制為下營區，隸屬於臺南縣，大字亦改制為村。1950年（民國39年）10月25日，雲、嘉、南分治，下營鄉仍隸屬於臺南縣。2010年（民國99年）12月25日，臺南縣、市合併為直轄臺南市，下營鄉改制為下營區，村亦改制為里。

## 聚落
本地區發展較早的聚落為十六甲、中庄仔、紅毛厝、頂過港（已消失）、下過港（已消失）、港墘藔，在日治期初期的官方地圖上已有記載。

## 交通
省道台19甲線是鹽水至赤崁的幹道，經過本地區十六甲聚落東郊。由該道路北行可前往新營區西南部、鹽水區，並止於鹽水市區南側的省道台19線轉角路口；南行繞過下營市區可前往麻豆區、善化區、新市區、新化區等地。
市道174號是蘆竹溝至橫路的道路，經過本地區紅毛厝聚落南郊。由該道路西行繞過下營區下營市區北側可前往學甲區、北門區南部，並止於溪底寮地區的蘆竹溝聚落；東行可前往六甲區、東山區東南部，並止於下南勢地區橫路聚落附近的市道175號路口。
區道南60線是下營至林鳳營的道路，經過本地區港墘藔聚落南郊。
區道南66線是紅毛厝至十六甲的道路，其西側端點（起點）位於本地區西部紅毛厝聚落的區道南68線路口。
區道南68線是下營至林鳳營的另一條道路，其西側端點（起點）位於本地區西部邊界地帶的市道174號路口，由此向北轉東會經過紅毛厝、十六甲兩聚落。

## 學校
- 下營國中
- 甲中國小
- 東興國小

## 名人
- 顏水龍